# فرد أندروس
فرد أندروس (بالإنجليزية: Fred Andrus)‏ هو لاعب كرة قاعدة أمريكي، ولد في 23 أغسطس 1850 في بلدة واشنطن في الولايات المتحدة، وتوفي في 10 نوفمبر 1937 في ديترويت في الولايات المتحدة بسبب ذات الرئة.

## وصلات خارجية
- فرد أندروس على موقعبيزبول رفرنس.كوم (الدوري الرئيسي) (الإنجليزية)
- فرد أندروس على موقعبيزبول رفرنس.كوم (الدوري الثانوي) (الإنجليزية)
- فرد أندروس على موقع مشجعي الرسوم البيانية (الإنجليزية)